# Jeremy Strong
Jeremy Strong (n. 25 decembrie 1978, Jamaica Plain⁠(d), Boston, Massachusetts, SUA) este un actor american. Este cunoscut mai ales pentru rolul Kendall Roy din serialul HBO Succesiunea (2018-prezent), pentru care a primit premiul Emmy pentru cel mai bun actor într-un serial dramatic în 2020 și premiul Globul de Aur pentru cel mai bun actor de televiziune (dramă) în 2022. Revista Time l-a desemnat unul dintre cei mai influenți 100 de oameni ai planetei în 2022.

## Biografie
Strong și-a început cariera de actor la Colegiul Yale. După ce a studiat pentru scurt timp atât la Royal Academy of Dramatic Art din Londra, cât și la Steppenwolf Theatre Company din Chicago, a jucat în diferite piese la Festivalul de Teatru Williamstown. Prima sa reprezentație în afara Broadway a fost în piesa Defiance a lui John Patrick Shanley în 2006. Debutul său pe Broadway a avut loc în rolul lui Richard Rich, primul baron Rich în punerea în scenă din 2008 a filmului Un om pentru eternitate.

## Cariera
Strong și-a făcut debutul în film în Humboldt County (2008). I-a interpretat apoi pe John George Nicolay în Lincoln (2012), Lee Harvey Oswald în Parkland (2013), James Reeb în Selma (2014) și Jerry Rubin în The Trial of the Chicago 7 (2020). A apărut în filme apreciate precum Zero Dark Thirty (2012), Brokerii apocalipsei (2015), Molly's Game (2017) și Armageddon Time (2022).